# Oraș mare
Un oraș mare este un oraș cu peste 100.000 de locuitori. Termenul a fost stabilit de Institutul Internațional de Statistică în adunarea din 1887 de la Roma. Termenul analog în engleză este large city sau major city (în unele contexte pur și simplu oraș sau metropolă), în franceză este grande ville, în germană este Großstadt. Orașele mai mari se numesc metropole (de obicei cu peste un milion de locuitori), în timp ce un oraș uriaș cu peste zece milioane de locuitori (după alții pragul este de cinci milioane) este numit megalopolis.

## In Italia
Există 45 de mari orașe în Italia (date ISTAT actualizate la 31 decembrie 2018), dar alte 25 de orașe depășesc 80.000 de locuitori. Giugliano in Campania este singurul astfel de oraș care nu este reședință de provincie⁠(d).

## În Franța
În Franța există 39 de orașe mari, sau grande ville în franceză (date 2006), dar alte 16 orașe au peste 80.000 de locuitori. Parisul este singurul oraș care depășește un milion de locuitori (2 181 371 locuitori): al doilea oraș francez, Marsilia, ajunge la 839.043 locuitori.

## În Germania
În Germania existau în 2008 81 de mari orașe. Berlinul era orașul care a suferit cea mai mare scădere a populației: în 1942 avea 4,5 milioane de locuitori, al treilea oraș ca mărime din lume după New York și Londra, după al Doilea Război Mondial mai rămăseseră doar 2,8 milioane. Astăzi are 3,4 milioane de locuitori.

## În Austria
În Austria există 5 orașe mari (date 2009): Viena (1.678.271 de locuitori), Graz (253.994 de locuitori), Linz (189.122 de locuitori), Salzburg (147.732 de locuitori) și Innsbruck (118.035 de locuitori).

## În Elveția
În Elveția există 5 orașe mari (date 2009): Berna (122.925 locuitori), Zurich (365.132 locuitori), Geneva (183.287 locuitori), Basel (164.937 locuitori) și Lausanne (122.284 locuitori).

## În Suedia
În Suedia există 5 orașe mari: Stockholm (1.252.020 de locuitori), Göteborg (510.491 de locuitori), Malmö (258.020 de locuitori), Uppsala (128.409 de locuitori) și Västerås (107.005 de locuitori.

## În Japonia
În Japonia există 109 orașe cu peste 100.000 de locuitori și, prin urmare, definite ca orașe mari, și 12 peste un milion de locuitori. Tokyo, cel mai mare oraș și capitala Japoniei, depășește chiar 10.000.000 de locuitori.